# Nigidius endrodi
Nigidius endrodi là một loài bọ cánh cứng trong họ Lucanidae. Loài này được Gomez Alvez mô tả khoa học năm 1973.